# Murray MacLehose
Crawford Murray MacLehose, KT GBE KCMG KCVO DL (tiếng Trung: 麥理浩, 16 tháng 10 năm 1917 – 27 tháng 5 năm 2000), là một chính trị gia, nhà ngoại giao người Anh và là Thống đốc Hồng Kông thứ 25, từ năm 1971 đến 1982. Ông là thống đốc có nhiệm kỳ lâu nhất của thuộc địa, với bốn nhiệm kỳ liên tiếp tại chức.

## Cuộc sống sau này
MacLehose qua đời ở Ayrshire, Scotland vào tháng 5 năm 2000.